# Гран-при Бельгии 1966 года
Гран-при Бельгии 1966 года — второй этап чемпионата мира по автогонкам в классе Формула-1 сезона 1966 года. Автогонки прошли 12 июня на трассе Спа-Франкоршам.
В Бельгии к участникам первого этапа присоединились Дэн Герни, на «Игле» которого был установлен прошлогодний мотор Coventry-Climax с увеличенным до 2,7 литров рабочим объёмом, и Питер Эранделл, впервые выведший на старт «Лотус» с 3-литровым 16-цилиндровым двигателем BRM. Новинка «Лотуса» оказалась ненадёжной — поломка мотора на тренировке оставила англичанина за бортом соревнований. Брюс Макларен заменил на своей машине мотор Ford на 3-литровую конструкцию итальянской фирмы «Скудерия Серениссима». С последнего места стартовал Фил Хилл, участвовавший вне зачёта на автомобиле McLaren c кинокамерой для съёмок художественного фильма «Большой приз» (для того, чтобы на более тяжёлой машине поддерживать такую же скорость, как и у соревновавшихся гонщиков, на ней был установлен 4,7-литровый двигатель от спортивного прототипа). Хилл проехал круг, засняв возникший после старта хаос, и вернулся в боксы. Ради поддержки сюжета фильма гонщику частной команды «Чамако Коллект» Бобу Бондуранту пришлось сменить использовавшийся в других эпизодах фильма бортовой номер автомобиля 8 на 24.
Во время старта на восточную часть трассы надвинулся ливень, в то время как на западной её стороне, где располагалась стартовая решётка, было сухо. Это привело к тому, что как только пелотон въехал в зону дождя, сразу восемь гонщиков вылетели с трассы. Сильнее всех пострадал Джеки Стюарт, у которого после переворота автомобиля были сломаны плечо и рёбра, и он оказался зажат в своём автомобиле с пробитым бензобаком. Вылетевшие с трассы в том же месте Грэм Хилл и Боб Бондюрант (автомобиль последнего также перевернулся) поспешили на помощь к шотландцу и через некоторое время сумели извлечь его из автомобиля. Эти сходы оказались последними в гонке, на первом месте почти всю гонку шёл Йохен Риндт, но после того, как трасса высохла, вперёд вышел Джон Сёртис, одержавший победу и завоевавший последний в карьере хет-трик. Лидером чемпионата стал бронзовый призёр этапа Лоренцо Бандини, ставший единственным гонщиком, которому удалось классифицироваться в обеих прошедших гонках сезона.

## Гонка
| Место | С  | №  | Гонщик          | Конструктор         | Ш | Круги | Время/причина схода              | О |
| ----- | -- | -- | --------------- | ------------------- | - | ----- | -------------------------------- | - |
| 1     | 1  | 6  | Джон Сёртис     | Ferrari             | D | 28    | 2:09:11,3                        | 9 |
| 2     | 2  | 19 | Йохен Риндт     | Cooper-Maserati     | D | 28    | +42,1                            | 6 |
| 3     | 5  | 7  | Лоренцо Бандини | Ferrari             | D | 27    | +1 круг                          | 4 |
| 4     | 4  | 3  | Джек Брэбем     | Brabham-Repco       | D | 26    | +2 круга                         | 3 |
| 5     | 8  | 18 | Ричи Гинтер     | Cooper-Maserati     | D | 25    | +3 круга                         | 2 |
| НКЛ   | 12 | 22 | Ги Лижье        | Cooper-Maserati     | D | 24    | +4 круга                         |   |
| НКЛ   | 15 | 27 | Дэн Герни       | Eagle-Climax        | D | 23    | +5 кругов                        |   |
| Сход  | 3  | 15 | Джеки Стюарт    | BRM                 | D | 0     | Авария                           |   |
| Сход  | 6  | 20 | Йо Бонниер      | Cooper-Maserati     | D | 0     | Авария                           |   |
| Сход  | 7  | 16 | Майк Спенс      | Lotus-BRM           | D | 0     | Авария                           |   |
| Сход  | 9  | 14 | Грэм Хилл       | BRM                 | D | 0     | Авария                           |   |
| Сход  | 10 | 10 | Джим Кларк      | Lotus-Climax        | D | 0     | Двигатель                        |   |
| Сход  | 11 | 8  | Боб Бондурант   | BRM                 | D | 0     | Авария                           |   |
| Сход  | 13 | 4  | Денни Халм      | Brabham-Climax      | D | 0     | Авария                           |   |
| Сход  | 14 | 21 | Йо Зифферт      | Cooper-Maserati     | D | 0     | Авария                           |   |
| НС    |    | 24 | Брюс Макларен   | McLaren-Serenissima | D |       | Подшипник ступицы                |   |
| НС    |    | 11 | Питер Эранделл  | Lotus-BRM           | D |       | Двигатель                        |   |
| НС    |    | 8  | Вик Уилсон      | BRM                 | D |       | Автомобиль использовал Бондурант |   |

Круги лидирования:
- 1 Джон Сёртис
- 2 Лоренцо Бандини
- 3 Джон Сёртис
- 4—23 Йохен Риндт
- 24—28 Джон Сёртис

## Положение в чемпионате после Гран-при
| Место | Гонщик          | Очки |
| ----- | --------------- | ---- |
| 1     | Лоренцо Бандини | 10   |
| 2=    | Джеки Стюарт    | 9    |
| 2=    | Джон Сёртис     | 9    |
| 4     | Грэм Хилл       | 4    |
| 5     | Боб Бондурант   | 3    |

| Место | Конструктор     | Очки |
| ----- | --------------- | ---- |
| 1     | Ferrari         | 15   |
| 2     | BRM             | 9    |
| 3     | Cooper-Maserati | 6    |
| 2     | Brabham-Repco   | 3    |

- Примечание: Только 5 позиций включены в обе таблицы.